# Elecciones provinciales de Corrientes de 1939
Las elecciones generales de la provincia de Corrientes de 1939 tuvieron lugar el domingo 17 de septiembre del mencionado año con el objetivo de renovar la gobernación para el período 1939-1943. Fueron las novenas elecciones provinciales correntinas desde la instauración del sufragio secreto en la Argentina, y las últimas del período conocido como Década Infame, durante el cual el gobierno de la alianza conservadora conocida como Concordancia se mantenía en el poder por medio del fraude electoral.
En Corrientes, la Concordancia estaba compuesta por la Unión Cívica Radical Antipersonalista, el Partido Autonomista de Corrientes y el Partido Demócrata Nacional. El también conservador Partido Liberal de Corrientes se mantuvo en oposición y boicoteó las elecciones, en protesta por el fraude, lo mismo que la Unión Cívica Radical, principal partido de la oposición nacional. El radical antipersonalista Pedro Numa Soto, que ya había ejercido la gobernación por el período 1932-1935, se postuló con el autonomista Carlos Álvarez Colodrero como compañero de fórmula. La Concordancia fue la única formación en presentarse, y por lo tanto obtuvo la totalidad de los electores de gobernador y vicegobernador, garantizando la elección de Numa Soto, que asumió el 25 de diciembre de 1939.
Numa Soto no pudo completar su mandato constitucional ya que la provincia fue intervenida el 4 de junio de 1943, al realizarse un golpe de Estado que derrocó al régimen conservador.